# Рамення (Ленінградська область)
Рамення (рос. Раменье) — присілок у Волховському районі Ленінградської області Російської Федерації.
Населення становить 11 осіб. Належить до муніципального утворення Усадищенське сільське поселення.

## Історія
Згідно із законом № 56-оз від 6 вересня 2004 року належить до муніципального утворення Усадищенське сільське поселення.

## Населення
| 1838 | 1862 | 1885 | 1997 | 2007 | 2010 | 2017 |
| ---- | ---- | ---- | ---- | ---- | ---- | ---- |
| 114  | ↗124 | ↗125 | ↘13  | ↘11  | ↘7   | ↗11  |